# Аджмір (область)
Аджмір — історична область в Індії, навколо однойменного міста. В середні віки це було одне з найважливіших раджпутських князівств. Виникло воно ймовірно в 7-8 століттях. В 1192 році Аджмір яким тоді правив популярний в індії князь Притхвирадж III потрапило під владу Мухаммеда Гурі, а пізніше Делійського султанату. В 1365—1556 роках Аджмір разом з Мерварою був самостійним князівством. Між 1556 та 1560 роками увійшов до складу держави Великих Моголів. На початку 18 століття через розпад могольської імперії Аджмір знову став незалежним, але в 1756 потрапив під владу маратхів. В 1818 році підкорений британською Ост-Індською компанією. За конституцією 1935 року князівство перетворене на штат Аджмір-Мервара. З 1950 року, до реорганізації штатів в 1956, Аджмір — штат групи «В», з 1956 увійшов до складу штату Раджастхан.